# Анаїт (фільм, 1947)
«Анаїт» (рос. «Анахит», вірм. «Անահիտ») — вірменський радянський художній фільм 1947 року кінорежисера Амо Бек-Назаряна. За однойменною казкою Газароса Агаяна.

## Сюжет
Принц закохується у звичайну дівчину і одружується на ній. Коли вороги викрадають принца, його молода дружина вирушає на його порятунок.

## Актори
- Грачья Нарсесян — Nureddin
- Авет Восканян — Bahatur
- Орі Буніатян — Арам
- Метаксія Сімонян — Анаїт
- Є. Себар — Ашхен
- Фрунзе Довлатян — Вачаган
- Б. Ісаакян — Feyzula
- Давид Малян — Грант
- Х. Абрахамян — Наріман
- Шара Талян — Гусан
- Арам Амірбекян — солдат
- Вахінак Маргуні — начальник охорони